# Acacia elephantina
Acacia elephantina é uma espécie de leguminosa do gênero Acacia, pertencente à família Fabaceae.